# 手と手 (かりゆし58の曲)
「手と手」（てとて）は、かりゆし58の2枚目のシングル。2007年3月14日、4月11日にLD&K Recordsから発売された。

## 概要
前作「アンマー」から約7ヶ月ぶりのリリース。前作同様、沖縄限定版と全国版の2種で発売された。収録曲は同じだがジャケットの色が違う。先行リリースされた沖縄ではタワーレコード那覇店で週間売上で1位を記録した。
収録曲の「オリオンビーチ」は各メンバーが愛飲するオリオンビールを歌った曲であり、「そばの唄」は沖縄そばのCMソングになったほか表題曲の「手と手」は沖縄マクドナルドのCMソングとなった。

## 収録曲
（全作詞・作曲：前川真悟／編曲：かりゆし58）
1. 手と手
  - TBS「COUNT DOWN TV」2007年4月度オープニングテーマ
2. オリオンビーチ
3. そばの唄